# Despacio
Despacio è un singolo della cantante dominicana Natti Natasha, pubblicato il 17 febbraio su etichetta discografica Pina Records.
Il singolo è in collaborazione con Nicky Jam, Manuel Turizo e Myke Towers.